# Kanton Vichy-Sud
Der Kanton Vichy-Sud war von 1973 bis 2015 ein französischer Wahlkreis im Arrondissement Vichy, im Département Allier und in der Region Auvergne. Er umfasste den südlichen Teil der Stadt Vichy. Die landesweiten Änderungen in der Zusammensetzung der Kantone brachten im März 2015 seine Auflösung. Sein letzter Vertreter im conseil général des Départements war Christian Corne.